# Little Miss Rebellion
Little Miss Rebellion er en amerikansk stumfilm fra 1920 af George Fawcett.

## Medvirkende
- Dorothy Gish som Marie Louise
- Ralph Graves som Richard Ellis
- George Siegmann som Moro
- Riley Hatch som Stephen
- Marie Burke